# M-513
La M-513 es una carretera de la Red Secundaria de la Comunidad de Madrid (España). Con una longitud de 16,57 km, une Pozuelo de Alarcón y Brunete.

## Historia
En los últimos años se han llevado a cabo diversas mejoras en cuestión de seguridad y comodidad. Además, se han ejecutado varios enlaces y pasos subterráneos para mejorar la fluidez del tráfico en puntos clave.

## Trayecto
Esta carretera recorre los municipios de Pozuelo de Alarcón, Boadilla del Monte, Villanueva de la Cañada y Brunete.

## Tráfico
Las cifras de intensidad media diaria (vehículos diarios) que se han registrado en 2023 se detallan en la tabla adjunta:
| KM     | Intensidad media diaria | % Vehículos pesados | Ubicación del P.K. de medición            |
| ------ | ----------------------- | ------------------- | ----------------------------------------- |
| 1,770  | 19980                   | 4,49                | Entre las intersecciones con M-503 y M-50 |
| 13,520 | 4495                    | 7,83                | Entre el enlace con M-50 y Brunete        |

## Futuro
Está prevista la instalación de una pasarela para peatones y ciclistas sobre esta carretera, con el objetivo de conectar la 3ª fase de Olivar con El Pastel, en Boadilla del Monte.